# Xylopia peruviana
Xylopia peruviana är en kirimojaväxtart som beskrevs av Robert Elias Fries. Xylopia peruviana ingår i släktet Xylopia och familjen kirimojaväxter. Inga underarter finns listade i Catalogue of Life.